# 小椋佳
小椋 佳（おぐら けい、1944年〈昭和19年〉1月18日 - ）は、日本のシンガーソングライター、作詞家、作曲家。本名・神田 紘爾（かんだ こうじ）。

## 人物
1971年に歌手としてデビュー。当初はフォークソングあるいはニューミュージックに分類されていたが、次第にジャンルを広げていった。銀行員としてエリートコースを歩む一方、デビューから20年以上もの間、ほとんど表舞台に出ないアーティストとして活躍する。
1993年、銀行を退職すると、音楽活動の一方で再び母校の東京大学法学部に学士入学し、1995年に法学部第3類（政治コース）を卒業。さらに東京大学文学部思想文化学科とその大学院（人文社会系研究科の思想文化コース）でも学び、2000年に修士号を取得した（哲学専攻）。
他の歌手への提供曲も多く、のべ300人以上の歌手に楽曲を提供している（2023年1月時点）。1975年の「シクラメンのかほり」（歌：布施明）は第17回日本レコード大賞などを受賞した。その他、「俺たちの旅」・「時」・「俺たちの祭」（歌：中村雅俊）、「愛燦燦」（歌：美空ひばり）、「夢芝居」（歌：梅沢富美男）、「十六夜だより」（歌：三橋美智也）などがある。作詞のみを担当した曲としては「憧れ遊び」、「愛しき日々」、「遥かな轍」（作曲・歌：堀内孝雄）、「山河」（作曲：堀内孝雄、歌：五木ひろし）、「白い一日」（作曲・歌：井上陽水）がある。作曲のみを担当した曲では「匠」（歌：三橋美智也）がある。また、アニメーション『銀河英雄伝説』のエンディング曲、校歌・市歌・社歌なども数多く手掛けている。

## 来歴

### 幼少期
東京都下谷区東黒門町（現在の台東区上野）の出身。父は千葉県海神（現・千葉県船橋市）の農家の出身、母は東京都向島の出身。父は再婚、母は再々婚だった。両親は小料理店を経営。商いがはねた夜に父は琵琶を爪弾き、母は端唄や小唄を習い、両親とも芸事が好きで、それらは受け継いでいると思うと話している。
子供の頃の夢は野球選手で、「大きくなったら大阪タイガースの藤村富美男に弟子入りして、プロ野球でプレーする」ことが目標だったが、地元の野球大会でポカスカ打たれて頓挫。歌うことは子供の頃から好きで、小学校の行き帰りや入浴中などに当時の流行歌を歌うようになった。
台東区立黒門小学校1年のとき、机を並べた塚原佳穂里は、初恋の相手で、ずっと相手にしてもらえなかったが、中学2年生から佳穂里への一方通行の恋などを綴った日記を書いた。これがシンガーソングライター小椋佳誕生のきっかけという。

### 東京大学時代
黒門小学校、台東区立忍岡中学校、東京都立上野高等学校を経て、一浪で東京大学文科一類に入学し、3年次に法学部第1類（私法コース）へ進学。東大在学中は東京大学法律相談所で旧司法試験の勉強を行う。
大学時代に「生きた証に何か創造的なことをしたい」との思いから、音楽活動を始めた。また、同時期に小説のようなものを書いたり、絵を描いたり、他者のコンサートや芝居や映画を見るなど様々なことを行った。
1966年、銀行への就職が決まった後、寺山修司の舞台を観て感銘を受ける。当時は電話帳に寺山の電話番号が掲載されており、電話を掛けたら寺山本人が電話で出て、寺山家に出入りするようになる。そこで寺山家に居候していた東由多加と親しくなった。歌手として世に出たのはこれがきっかけである。

### 銀行員との兼業
1967年に東京大学法学部第1類（私法コース）を卒業し、日本勧業銀行（現・みずほ銀行）に入行。銀行マンとして銀座支店、資生堂グループ専任担当、兜町支店、赤坂支店、本店証券部証券企画次長、財務サービス部長などを歴任する傍らで音楽活動を行ってきた。香港の現地法人社長打診を拒否し、浜松支店長に就任。またこの間、ノースウェスタン大学留学や、メリルリンチ証券派遣など、米国滞在を経験している。
前述の「5分間なんでもコーナー」が縁で、1969年に寺山が企画していた天井桟敷のLP『初恋地獄篇』に歌手として3曲参加。この作品がきっかけとなり、1971年に歌手としてデビュー。当初はフォークソングあるいはニューミュージックに分類されていたが、次第にジャンルを広げていった。前述のように銀行員としてエリートコースを歩む一方、デビューから20年以上もの間はほとんど表舞台に出ないアーティストとして活躍する。

#### デビューの経緯
『初恋地獄篇』を聴いた日本グラモフォン（後のポリドールレコード）の新人プロデューサー・多賀英典は、声のイメージから15～6歳の美少年だと思って会おうとしたところ、『初恋地獄篇』の関係者から「やめた方がいいよ。彼は東大卒のエリート銀行員だし、なんと言っても歌手という感じじゃないし…」と断られたと回想している。
当時小椋佳と出会った際の印象について、多賀はこう振り返っている。「喫茶店で待っていたらやってきてさ。一目見てなんと言って断ろうかと思った（笑）。」「銀行員で結婚していて、とても歌手という風貌ではないので、どう断って帰ろうかとそればかり考えた。」「当時はアイドルにしろ歌手にしろ必ずテレビで売るから容貌が悪いのは問題外だったんだよね。」「小椋君が「『初恋地獄篇』の曲、僕の曲じゃないんだ。僕の曲、聞いてくれる？」というので断るわけにもいかず聞いたら、思わず「この曲、私がなんとかするから私にくれ！」と叫んでいた。すごく興奮したことを覚えている。その曲が『しおさいの歌』だった。」
一方の小椋は、「初対面の僕を見てがっかりされました。僕は幼い頃から家族にも『変な顔』って言われていた上に、当時既に妻子持ちの銀行マンでしたから。」「持ち歌を披露した時、彼から『君の曲が欲しい。でも君はいらないんだけど』って言われました。」と回想している。
「小椋佳を歌手デビューさせるわけにもいかないので、小椋君の曲を歌える歌手を探していたら、彼が銀行の米国研修に行くことになったのでしかたがなく本人でいくことにした」という顛末を多賀は語っている。

#### 『青春 ～砂漠の少年～』
「しおさいの歌」が映画監督・森谷司郎に気に入られたことから、1971年の正月映画『初めての旅』への採用が決まった。同年、アルバム『青春 ～砂漠の少年～』でデビュー。
アルバムで世界観を創るという多賀の方針から、当時としては珍しくシングルではなくアルバムでデビューした。当時、ポッと出の新人ならLP一枚の制作費250万円程度が相場だったが、多賀は部長と喧嘩して500万円を使わせた。多賀は「いいものは必ず売れると思っていた。若かった。」と振り返っている。レコーディングエンジニアの大野進も、「初回販売が1000枚だと言うので営業を怒鳴りつけた。こんないい作品が売れないはずがないと思った。」と振り返っている。
しかし小椋は当時のプロモーションについて、「ポリドールの営業会議で、僕の写真と井上陽水の写真が並べられて、どういうわけか陽水が売り出されることになってしまいまして。陽水って、サングラスを取るとそんなに美男子というわけでもないんですが…。」と語っており、デビュー当時はあまり厚遇されたとはいえなかった。「こんなことが続くはずがないと思っていたので、銀行は辞めませんでした。」とも振り返っており、小椋はその後も銀行員として勤務しながら音楽活動を続ける。

#### 『雨』
『青春 ～砂漠の少年～』が制作費をカバーできる程度に売れたため、ポリドールは2枚目のLP『雨』に着手することになる。
多賀は「結局表に出せないから、「東大卒の謎のシンガー」で行くことにした。小椋の情報はテレビやマスコミ、外部にはすべてシャットダウンした。ラジオで少しずつ流して、人々の間に広まっていけば、絶対いいものを創ってるんだから売れないはずがないと思っていた。」と振り返っている。
「少しは私に愛を下さい」は、1971年に小椋のいた日本勧業銀行と第一銀行が合併したことを皮肉った歌（歌中の「バラ」は勧銀のマーク）。後に人事部にバレて怒られたという。

#### 『彷徨』
1972年、1stアルバム『青春 ～砂漠の少年～』と2ndアルバム『雨』を再構成した3rdアルバム『彷徨』がリリースされる。小椋自身は「自分が知らないうちに出されていた」と証言している。
『彷徨』は232週間連続の長期間にわたりTOP100チャートに滞在し、ビートルズの『レット・イット・ビー』・『アビイ・ロード』に次いでオリコンLPロングセラー・チャート第3位の記録を持つモンスターアルバムとなった。日本の黒版LP総プレス枚数の第1位は井上陽水「氷の世界」、第2位は本作である。

#### 『残された憧憬』
1974年、フォーク、ロック、ストリングスを融合したニューミュージックの先駆けとなるアルバム『残された憧憬』がリリースされる。今までの小椋のクラシカルな世界から、キング・クリムゾン的なロックをフィーチャーしたポップスを目指す取り組みがなされた。大野進によると最新鋭の16チャンネルのミキサーを使用。元六文銭の安田裕美、後のYMO・細野晴臣、矢野誠、矢野顕子、林立夫、坂本龍一の先輩だった深町純、まだ10代だった高中正義が参加している。プロデューサーにはザ・モップスの星勝を起用した。
星勝は本作について「小椋佳は軽いサウンドだと思った。ロックじゃない。なんでオレが⋯って思ったけど、多賀さんと大野さんの尋常でない音取りの執念に圧倒され、気がついたら一緒になってのめり込んでいた。最高傑作だと思う。」と振り返っており、多賀英典は「（『残された憧憬』以後）小椋佳と星勝は切っても切れない関係。」と語っている。

多賀は本作と当時の音楽シーンについて、
| 「 | 陽水が「今何やってるの？」「小椋佳」「また小椋佳やってるの？」とやっかむように言うので「君は君、彼は彼だよ」と言った。その時までは陽水と小椋佳は別の世界だと思ってたけど、陽水や星勝君、安田裕美君に小椋佳の世界を音楽にしてもらったら、よりドラマチックな世界が表現できるのではないか？そう思って『残された憧憬』を創った。フォークギターとストリング中心からベースとドラムを中心にしたリズムセクションを強調してさ。ロックサウンドだよね。フォークというとギター一本とかの時代でさ。あまりサウンドというものは重要視されてなかったんだ。音取りなんて2時間で終わり、とかね、そんな時代だった。このアルバムから音楽業界もフォークからロックとストリングスを融合した濃厚でよりドラマチックなサウンドに変わっていったんだ。ニューミュージックの先駆けとなった。中島みゆきとか荒井由実が出てくるだいぶ前でさ。 | 」 |

と振り返っている。

#### 初のお披露目：「シクラメンのかほり」と『遠ざかる風景』
デビュー後、銀行の人事部長などの図らいにより銀行員と歌手の兼業が一応許され、控えめに音楽活動を行っていた。しかし5年ほど経った頃、布施明に提供した「シクラメンのかほり」が大ブレイクし、マスコミが大騒ぎした。
「シクラメンのかほり」が売れたことで、小椋の歌手活動について第一勧銀で問題になった。その際、当時の小椋の上司で後の頭取・宮崎邦次は、「神田君はみんなと一緒になって最後まで残業して一生懸命仕事をしている。なんの問題があるのか？」と小椋をかばった。
これによりポリドールも小椋の存在を隠しきれなくなり、NHKコンサートでお披露目という流れになる。小椋にとっては初の本格的なコンサートであった。
1976年10月7日、NHKホールでコンサートを行う。それまでコンサートは井上陽水と共に新宿ルイードでやったライブと、赤坂支店長時代の「お別れコンサート」の2回だけだったにもかかわらず、キャパ3300人（当時）のNHKホールで一晩だけのライブに11万通の応募があった。これを収録したライブ・アルバム『遠ざかる風景』は20億円を売り上げた。アルバムがそれまでのシングル・レコードの寄せ集めではなく、アルバムとして一つの主張をもった作品として考えられるようになるのは、小椋や吉田拓郎、井上陽水らフォークシンガーの良質なアルバムの制作と大ヒットからである。
同時期、第一勧銀の財務担当だった小椋の顧客で、資生堂の当時の宣伝部長・福原義春に「神田君、こんなことやってるんだ」と言われてCMソングを依頼され、断り切れずに曲を創る。それが資生堂の初のCMキャンペーン「ゆれる・まなざし」。『揺れるまなざし』はCMソングの先駆けになった。これ以降、資生堂ではCMイメージソングを重要視するようになる。

#### 浜松支店長時代
1982年1月、2度目のコンサートが普門館で開催された。
この経緯について、「小椋さんは第一勧銀の頭取候補だったんだ。頭取候補が、支店長経験がないというのは問題だということになって浜松支店長をやることになったんだけど、ウチとしては東京にいてもらわないと困るんだ。アルバム『いたずらに』はそんな最中の制作で、第二回目のコンサートをやってケジメをつけようということになって普門館コンサートが企画された。だから最後の曲が『さよなら』なんだよね。」と、キティレコードのプロデューサーであった岩瀬貞行は語っている。
その後、浜松では地元の要請に応えて「やら舞歌」を作った。これはその後も浜松まつりなど浜松市のイベントで使われ続けている。第一勧銀浜松支店の担当取引先であった縁で、退職後の2005年にも同市の菓子製造会社春華堂の「うなぎパイ」の広告曲「うなぎのじゅもん」を作っている。
浜松支店長時代、戸田俊太郎氏との縁から、パチンコ企業の株式会社中部総業の広告曲「パパのうた」を作っている。

### 銀行退職後
銀行で様々なことを見てきたが、40歳を過ぎた頃にサラリーマン人生に疑問を感じ始め、1993年（49歳）で銀行を退職。ほどなくして全国各地からコンサートの依頼が次々に舞い込んだため50歳からコンサート活動を始め、多い時で年間100本ほどライブを行った。
また、音楽活動の一方で再び母校の東京大学法学部に学士入学し、1995年に法学部第3類（政治コース）を卒業。さらに東京大学文学部思想文化学科とその大学院（人文社会系研究科の思想文化コース）でも学び、2000年に修士号を取得した（哲学専攻）。

### 胃がんの早期発見
2000年に国立国際医療センター総長矢崎義雄と看護部長山西文子が小椋のもとを訪れ、翌年開校する国立看護大学校校歌の作詞・作曲を依頼された。矢崎の妻が熱烈な小椋ファンであった。大の病院嫌いであった小椋は49歳で銀行を退職してから8年間、1度も健康診断を受けていなかった。矢崎から「50歳を過ぎたら体のどこかが痛んでいるものだから、1度遊びに来るつもりでうちの病院においでなさい」と人間ドック受診を薦められた。2001年5月に全国コンサートツアーの最後の沖縄公演を残した2泊3日で人間ドックに入り、胃がんの早期発見につながった。
2014年、生前葬としてNHKホールで4日間連続の歌が重複しない100曲コンサートを行った。
デビュー50年を迎えた2021年の秋のツアーを最後に芸能界を引退することが発表された。当初は同年秋にラストツアーが終了し、引退予定であったが新型コロナウイルス流行等による延期により、翌2022年での引退予定となった。その後も2023年1月に大阪と東京でラストツアーの追加公演を開催。自身の誕生日でもある、2023年1月18日にNHKホールで最後のコンサート『小椋佳ファイナル・コンサート・ツアー「余生、もういいかい 最後にもう1回 特別追加公演」』を開催し、コンサート活動から引退した。2023年2月25日には『アニメーション紀行 マルコ・ポーロの冒険』の再放送を記念したイベントのゲストに出演。なお、小椋の公式サイトでは、大型会場でのコンサート活動は終了するが、オファーがあれば中小会場での公演活動を継続する予定である旨が記されている。

## 逸話

### 快挙
『夢追い人』と『彷徨』の2枚は、オリコンTOP3に連続11週チャートインという、未だ破られていない最高記録を持つ。
当時の小椋佳がどれほどヒットしていたのかについては、以下のような証言がある。
| 「                                          | 当時のキティはもの凄く儲かっていた。小椋佳のライヴの2枚組（『遠ざかる風景』）なんか100万枚売れてたしさ。 | 」 |
| —宗像和男（キティレコード・プロデューサー） | |    |

| 「      | 小椋佳と井上陽水の大ヒットで多賀英典はドイツのポリドール社からスタジオをプレゼントされた。それが「キティ伊豆スタジオ」だった。 | 」 |
| —大野進 | |    |

| 「        | ポリドールの第一スタジオで小椋さんの音取り。第二スタジオで陽水の音取りなんてこともよくあった。いい時代だった。 | 」 |
| —安田裕美 | |    |

### 人物評
| 「        | 小椋佳はよく素人の余興と言われるがとんでもない。彼が米国に研修に行っていた時、ロスで『夢追い人』のレコーディングをやったんだけど、一緒に麻雀を徹夜でやる。朝になると僕等は寝てても彼はちゃんと銀行の仕事に出かけてこなす。そういった強烈なパワーの持ち主だった。 | 」 |
| —多賀英典 | |    |

### 影響
| 「        | （学生時代に）『青春 〜砂漠の少年〜』は擦りきれるほど何回も聞いた。友人に何度も何度もいいだろ？いいだろ？って言ったんです。そんなわけで『俺たちの旅』は小椋さんにお願いしました。 | 」 |
| —中村雅俊 | |    |

### 曲作り
「シクラメンのかほり」の発表からほどなくして、年間約50曲ペース（多い年で100曲）で楽曲を制作するようになった。
小椋はよく「ギター弾けないんですよ」と語っているが、これは「アコースティック・ギターが弾けない」という意味である。
| 「                                      | 僕はギターが弾けないんです。ですから僕のバックに流れてるすばらしいギターの音が聞こえるのは、ここにいる安田裕美さんが弾いているんです。いわば「本当の小椋佳」です。 | 」 |
| —小椋佳（1981年普門館のコンサートにて） | |    |

| 「                | 昔から我が家にあったボロいクラシック・ギターで、コードを3つぐらいしか知らないのに、曲を創っては、夜、私をたたき起こして「一曲創ったんだ。聞いてくれる？」とやるんです。 | 」 |
| —神田富雄（実弟） | |    |

1976年のNHKコンサートでは「アンコールがあったら一人でやれ」と多賀に言われ、安田からマーティンのアコースティックギターを借りて練習させられ、『木戸をあけて』の弾き語りをした。
以上のようにシンガーソングライターであるものの、本人曰く「楽譜を書き起こせないし、楽器演奏も苦手」という異色の音楽家である。小椋は譜面が書けないので、ギターのコードを弾きながら書いた詩を口ずさんで曲にしていくという手法を用いてカセットに録音していた。その歌を他の人に依頼して楽譜に書き起こしてもらった後、アレンジャーに編曲してもらうという方法で楽曲制作を行っている。
| 「        | よく小椋さんの家に行って曲作りと譜面起こしを手伝いました。 | 」 |
| —安田裕美 |                                                            |    |

### 病気
銀行員時代は接待などで飲み歩いたこともあり、当時は体重80kgに血糖値が400もあり何年もの間糖尿状態だった。
2001年に人間ドックで胃癌と診断され、8時間に及ぶ手術で胃の3/4を切除。手術後食事に気をつけるようになったことから、2023年1月現在の体重は50kg台となり、持病だった糖尿病が改善されたとのこと。
2012年には劇症肝炎で生死を彷徨った。もっとも病の後も1日2箱の煙草を欠かさず、また米留学以来常にコーラを愛飲し、1.5リットルのボトルが1日半でなくなるという。

### 芸名の由来・家族
芸名の「小椋」は、大学3年生の時に法律の勉強で福島県耶麻郡北塩原村の学生村に約2ヶ月間滞在中、周りの住民の姓のほとんどが「小椋」姓であったことにより命名したもので、その縁もあり、2010年から"裏磐梯観光協会大使"を務めている。同地の地酒「佳き酔 歌磐梯」は小椋が命名したものである。「佳」は、後の妻となる恋人、塚原佳穂里の名の第一字から取ったもの。
長男・神田知秀は小椋のマネジメント会社である株式会社ゴッド・フィールド・エンタープライズの代表取締役である。次男・神田宏司は、国内でも数少ない琵琶の製作者である。俳優の神田利則は甥に当たる。義兄の塚原将は小椋が作曲した楽曲「時」の作詞家である。
日常の家事について、子供の頃は母親、結婚後は妻にそれぞれ依存してきたという。そのため2000年代前半に「一度は一人で生活してみよう」と思い立ち、妻との「週末婚」を始めた。妻は当初戸惑ったが、ほどなくして週末婚は私生活でも仕事面でもいい効果をもたらした。2022年のクリスマスに約20年間続いた週末婚を解消し、再び妻との同居生活に戻った。

### その他
- 日本中央競馬会の馬主である（本名名義）。
- 小椋の事務所は一時期アニメ「うる星やつら」・「めぞん一刻」などの公式ファンクラブ「キティアニメーションサークル」（略称KAC）の事務局を兼ねていたことがある。当時の事務所社長は小椋の実弟であった。
- 一時期、東京キッドブラザースへの提供作品を中心に『葉月多夢』というペンネームを用いていたことがある。由来は長男のアメリカでの愛称からきている。次男に自分と同じ読みの名前を付けたことから、長男への配慮として長男の愛称をもうひとつのペンネームとしたという。

## ディスコグラフィ

### シングル
| リリース日     | タイトル                       | 備考 |
| -------------- | ------------------------------ | --- |
| 1971年02月21日 | 「しおさいの詩」               | デビューシングル。B面は「さらば青春」。 |
| 1971年06月01日 | 「六月の雨」                   | |
| 1971年10月01日 | 「春の雨はやさしいはずなのに」 | |
| 1972年02月01日 | 「この汽車は」                 | |
| 1972年07月01日 | 「大いなる旅路」               | 鉄道100周年を記念して日本テレビ系列で放送された同名ドラマの主題歌。後にSUPER BELL''Zによってカバーされ、アニメ「鉄子の旅」のED曲として使用された。 |
| 1972年10月21日 | 「帰っちゃおうかな」           | NET系ドラマ『泣きべそ・ほほえみ・六本木』主題歌。 |
| 1972年12月01日 | 「明日への合言葉」             | |
| 1973年06月01日 | 「うす紅色の」                 | |
| 1974年01月21日 | 「白い一日」                   | |
| 1974年08月01日 | 「夢は流れて」                 | 日本テレビドラマ『あやとり』主題歌。この作品は自身の作詞・作曲ではない。 |
| 1974年09月21日 | 「少しは私に愛を下さい」       | 東宝配給映画『初めての愛』挿入歌。 |
| 1975年10月01日 | 「何処から何処へ何の為に」     | |
| 1975年07月21日 | 「旅仕度」                     | |
| 1975年11月21日 | 「めまい」                     | 最高位4位。フジテレビドラマ『娘たちの四季 愛は素直に』主題歌。B面は『シクラメンのかほり』（布施明提供曲のセルフカバー） |
| 1976年05月01日 | 「道草」                       | 日産自動車『サニー』CMソング。 |
| 1976年07月21日 | 「揺れるまなざし」             | 最高位5位。資生堂キャンペーンソング。プロモーション用のジャケットにはCM出演者である真行寺君枝が写っていたが、市販のシングル盤は違うデザインだった。 2004年に発表された乾くるみの小説「イニシエーション・ラブ」の章タイトル及び、2015年公開の同名映画の劇中歌としても使用されている。 |
| 1976年12月21日 | 「少しは私に愛を下さい」       | NHKコンサートライブ録音盤。 |
| 1977年03月10日 | 「春なんだなあ」               | |
| 1977年11月01日 | 「心のひだ」                   | MBSドラマ『腐蝕の構造』主題歌。 |
| 1978年04月21日 | 「風の鏡」                     | |
| 1978年12月05日 | 「忍ぶ草」                     | フジテレビドラマ『下町のおんなシリーズ・風子』主題歌。 |
| 1979年05月01日 | 「いつの日か旅する者よ」       | NHKアニメ『マルコ・ポーロの冒険』主題歌。 |
| 1979年11月05日 | 「それが夢ならば」             | NHKアニメ『マルコ・ポーロの冒険』エンディング。 |
| 1979年12月10日 | 「流れるなら」                 | 東映映画『動乱』主題歌。 |
| 1980年04月05日 | 「想い出して下さい」           | TBSテレビドラマ『あゝ野麦峠』主題歌。 |
| 1980年04月21日 | 「熱い瞬間（）」               | NHK連続テレビ小説『なっちゃんの写真館』主題歌。 |
| 1981年11月05日 | 「恋、してしまうもの」         | |
| 1983年12月10日 | 「花遊戯」                     | ライオン奥様劇場『私は許さない』・『母の復讐』・『静かなる良人』エンディングテーマ。 |
| 1984年11月25日 | 「かなうなら夢のまヽで」       | 東映配給映画『櫂』主題歌。 |
| 1985年10月10日 | 「萌」                         | 東宝配給映画『潮騒』主題歌。 |
| 1987年06月01日 | 「夏ひとかけら」               | |
| 1988年02月25日 | 「眠りの前のドラマに見とれて」 | 東京電力CMソング。 |
| 1989年07月01日 | 「樹の名前は忘れても」         | |
| 1990年10月10日 | 「さらば青春」                 | NTTテレワイズCMソング。c/wは「愛燦燦」。 |
| 1991年06月25日 | 「逢うたびに君は」             | 麒麟麦酒『ラガービール』CMソング。 |
| 1992年10月01日 | 「やら舞歌」                   | |
| 1993年10月01日 | 「KNOCK THE DOOR」             | |
| 1993年12月22日 | 「さらば青春」                 | NTT「テレワイズ」CMソング。1971年発表の星勝アレンジのリメイク。C/Wは『愛燦燦』（美空ひばり提供曲のセルフカバー） |
| 1994年04月25日 | 「君の声聴けば」               | |
| 1994年06月25日 | 「朝焼けのサガポー」           | 日本テレビ系『スーパーテレビ情報最前線』エンディングテーマ。カップリング曲は『歓送の歌』（OVA『銀河英雄伝説第3期』エンディングテーマ）。 |
| 1994年07月21日 | 「山に抱かれて」               | NHK『みんなのうた』1994年6月 - 7月期。 |
| 1994年10月21日 | 「藍色の時」                   | TBSドラマ『私は貝になりたい』主題歌。 |
| 1995年08月25日 | 「歓送の歌」                   | TBS系テレビ『ウェディングベル』エンディングテーマとして発売。曲自体は、1994.6.25発売のOVA『銀河英雄伝説第3期』エンディングテーマと同じで、アレンジ等はされていない。 |
| 1995年12月01日 | 「孤高の鷹」                   | |
| 1996年04月01日 | 「君はそれ以上」               | |
| 1996年07月20日 | 「MY BEST IS YET TO COME」     | |
| 1996年11月04日 | 「夢芝居」                     | テレビ朝日系木曜時代劇『快刀!夢一座七変化』エンディングテーマ曲。梅沢富美男のセルフカバー |
| 1997年02月21日 | 「挑みの足跡」                 | MBS・TBS系テレビ『道浪漫』主題歌。 |
| 1997年04月19日 | 「オーロラのアダージョ」       | エルダ・アルゴミュージカルテーマとして発売。OVA『銀河英雄伝説外伝第1期 千億の星、千億の光』でも同曲がエンディングテーマとして使用された。 |
| 1999年02月20日 | 「全ての命が愛しくなる」       | 1994年「南紀熊野体験博」テーマソング |
| 2000年01月26日 | 「僕たちの航跡」               | |
| 2000年07月19日 | 「甘いオムレツ」               | |
| 2000年12月09日 | 「遅ればせの恋」               | |
| 2002年07月10日 | 「遠い夜景に」                 | テレビ東京『ワールドビジネスサテライト』エンディングテーマ。 |
| 2002年11月07日 | 「子らよ」                     | テレビ朝日系ドラマ『子連れ狼』主題歌。 |
| 2003年05月08日 | 「夢の世と」                   | |
| 2005年07月20日 | 「うなぎのじゅもん」           | 春華堂『うなぎパイ』CMソング。 |
| 2005年11月16日 | 「再会」                       | |

### アルバム
| リリース日     | タイトル                                    | 備考 |
| -------------- | ------------------------------------------- | --- |
| 1971年01月15日 | 青春 〜砂漠の少年                           | ジャケットの青年はアイドルの岡田裕介（前東映会長）。小椋の写真は、小さな写真にさらに小さく見えないくらい後ろに写っていて、しかもタスキで念入りに隠されていた。リスナーの中には岡田が小椋と勘違いした人もいた。                                                                                    |
| 1971年11月01日 | 雨                                          | |
| 1972年03月21日 | 彷徨                                        | 2位止まりだったが232週間BEST100入り。黒レコード総生産数2位。1位は陽水の「氷の世界」。 |
| 1972年12月10日 | 帰っちゃおうかな                            | |
| 1973年06月01日 | ほんの二つで死んでゆく                      | 『みんなのうた』や『おかあさんといっしょ』で歌われた「オナカの大きな王子さま」のセルフカバーが収録されている。 |
| 1974年04月21日 | 少しは私に愛を下さい                        | |
| 1974年07月21日 | 残された憧憬                                | 最高位は7位。90週間BEST100入り。 |
| 1975年09月21日 | 夢追い人                                    | 小椋の作品で初の第1位獲得。1975年12月のオリコンチャートは2位「夢追い人」、3位「彷徨」で、TOP3に連続11週という最高記録を持つ。 |
| 1976年06月10日 | 道草                                        | 2作連続の第1位獲得。 |
| 1976年11月15日 | 遠ざかる風景                                | 3作連続の第1位獲得。 |
| 1977年04月01日 | 渡良瀬逍遥                                  | ハイ・ファイ・セット「ラブ・コレクション」に3週連続1位を阻まれ最高2位。 |
| 1977年09月10日 | 5・4・3・2・1・0                            | フライング・キティ・バンド に星勝・安田裕美・来生たかお等と参加。 |
| 1977年12月10日 | 心の襞                                      | |
| 1978年06月21日 | 風の鏡                                      | |
| 1979年03月10日 | 長距離電話                                  | |
| 1979年06月01日 | マルコ・ポーロの冒険                        | NHKで放送されたテレビアニメ『アニメーション紀行 マルコ・ポーロの冒険』オープニング曲、エンディング曲、挿入歌を収録したアルバム。 |
| 1980年03月10日 | 瞬間                                        | |
| 1980年12月01日 | 愛のABCD                                    | 日本テレビで放送されたドラマ『愛のA・B・C・D』主題歌、挿入歌を収録した12インチ（45回転）アルバム。 |
| 1981年11月01日 | いたずらに                                  | |
| 1982年03月25日 | 泣かせて                                    | 1994年には、CD化して発売。 |
| 1982年03月25日 | 歳時記                                      | 1981、1982年に東京で行われたコンサート音源から収録したライブアルバム。 |
| 1984年12月10日 | かなうなら夢のまゝで                        | |
| 1986年04月25日 | コラージュ                                  | |
| 1987年06月10日 | 君を歌おうとして                            | |
| 1987年12月01日 | 彩影                                        | |
| 1988年06月01日 | 消すことのできない季節 -雨の中の青春II-     | |
| 1988年11月25日 | 花様                                        | |
| 1990年10月01日 | 旅ひととせ 〜美空ひばりさんと昭和を見送る〜 | |
| 1991年09月25日 | RE BEST                                     | |
| 1991年11月01日 | 残された憧憬 〜落書〜                       | |
| 1994年07月25日 | テオリア -観想-                             | |
| 1994年11月26日 | 遠ざかる風景II                              | |
| 1995年10月25日 | 夢のつづき                                  | |
| 1997年07月16日 | デリュージョン -夢象に戯れて-               | |
| 2000年07月19日 | 甘いオムレツ                                | |
| 2006年08月30日 | 未熟の晩鐘                                  | |
| 2013年12月18日 | 闌<TAKENAWA>                                | |
| 2021年01月20日 | もういいかい                                | ラストアルバム。 小椋が若手シンガー林部智史に全曲書き下ろしたアルバム「まあだだよ」も同日にリリースされた。両アルバムのジャケット写真は同じ背景でアングルもほぼ同じであり、アンサーソング的な作品である。 2021年12月22日発売の小椋の最後の書籍『もういいかい まあだだよ』（双葉社）とも呼応する。 |

| リリース日     | タイトル                                                             | 備考                         |
| -------------- | -------------------------------------------------------------------- | ---------------------------- |
| 1978年03月10日 | 屋根のない車〜青春の放物線 -1                                        |                              |
| 1978年03月10日 | 公園に来て〜青春の放物線 -2                                          |                              |
| 1978年03月10日 | 砂漠の少年〜青春の放物線 -3                                          |                              |
| 1987年11月01日 | 小椋佳大全集                                                         |                              |
| 1991年12月05日 | 小椋佳大全集増補版                                                   |                              |
| 1992年09月13日 | テーマソングス                                                       |                              |
| 1992年11月21日 | ベスト・ソングス 小椋佳〜旅ひととせ〜                                |                              |
| 1993年11月01日 | 小椋佳/揺れるまなざし                                                |                              |
| 1994年06月25日 | 小椋佳の世界                                                         |                              |
| 1994年12月01日 | 全曲集                                                               |                              |
| 1995年07月21日 | Sing For You,Sing For Me〜'95ファミリーミュージカル                  |                              |
| 1995年08月25日 | 小椋佳 I                                                             |                              |
| 1995年08月25日 | 小椋佳 II                                                            |                              |
| 1996年06月26日 | バラードセレクション〜ことなり〜                                     |                              |
| 1996年09月01日 | 全曲集「花様」                                                       |                              |
| 1996年11月21日 | スペシャル1800                                                       |                              |
| 1997年01月25日 | 小椋佳/テレサ・テン                                                  |                              |
| 1997年09月26日 | オリジナル・ベスト                                                   |                              |
| 1997年11月27日 | 歳時記 小椋佳コンサート                                              |                              |
| 1998年06月10日 | オリジナル Best 2                                                    |                              |
| 1999年06月30日 | TREASURE COLLECTION 小椋佳                                           |                              |
| 1999年09月01日 | 全曲集                                                               | 1994年発売のものとは異なる。 |
| 2000年10月25日 | Debut（）                                                            |                              |
| 2000年12月20日 | K.GENESIS<小椋 佳1971〜1974>                                         |                              |
| 2001年12月19日 | スーパー・バリュー〜COLLECTION1/小椋佳                               |                              |
| 2001年12月19日 | スーパー・バリュー〜COLLECTION2/小椋佳                               |                              |
| 2002年08月21日 | 小椋佳 コンプリートBEST〜夢に向かって〜                              |                              |
| 2003年10月08日 | Dejavu 〜Mediterranean Meditation（地中海の瞑想）                    |                              |
| 2003年11月05日 | コンプリート・シングル・コレクション 1971〜1976                      |                              |
| 2003年11月05日 | コンプリート・シングル・コレクション 1977〜1988                      |                              |
| 2004年06月02日 | ゴールデン☆ベスト 小椋佳                                             |                              |
| 2005年06月15日 | 風韻〜提供楽曲セルフカヴァー集〜                                     |                              |
| 2005年09月14日 | 夢歌詩 30songs on dream                                              |                              |
| 2006年09月04日 | 小椋佳〜自分史ベスト35 35th Anniversary スペシャル・ベスト・アルバム |                              |
| 2006年10月04日 | 少しは私に愛を下さい〜雨の中の青春〜                                 |                              |
| 2006年12月15日 | ベリーベスト                                                         |                              |
| 2007年02月28日 | 小椋佳大全集                                                         | 35周年記念作品。             |
| 2007年10月24日 | Black letters                                                        |                              |

| タイトル                                        | アーティスト                 | 備考 |  |
| ----------------------------------------------- | ---------------------------- | --- |  |
| 俺たちの旅                                      | 中村雅俊                     | |  |
| 俺たちの祭                                      | 中村雅俊                     | |  |
| 盆帰り                                          | 中村雅俊                     | |  |
| ただお前がいい                                  | 中村雅俊                     | |  |
| 時                                              | 中村雅俊                     | 作曲担当。作詞は塚原将。 |  |
| シクラメンのかほり                              | 布施明                       | 1975年末の『第17回日本レコード大賞』等、数々の音楽賞でグランプリを獲得。 |  |
| 傾いた道しるべ                                  | 布施明                       | |  |
| 歓送の歌                                        | 布施明                       | 1993年12月01日。TBS系テレビ『ザッツ！ウェディングベル』メインテーマ。 |  |
| ふりむけば愛                                    | 三浦友和                     | |  |
| 白い一日                                        | 井上陽水                     | |  |
| BIG JOKE                                        | 安全地帯                     | 作詞をリンダ・ヘンリックと共作。作曲は玉置浩二。歌詞はカタカナと英語のみで表記されている。タイトルは安全地帯のファンクラブ名にもなった。 |  |
| 夢芝居                                          | 梅沢富美男                   | 1983年・第25回日本レコード大賞作詞賞を受賞。 |  |
| 心の酒                                          | 石川さゆり                   | |  |
| 泣かせて                                        | 研ナオコ                     | |  |
| 函館山から                                      | 美空ひばり                   | 美空ひばり芸能生活40周年記念曲 |  |
| 愛燦燦                                          | 美空ひばり                   | 「味の素」CMソング。2007年の「第58回NHK紅白歌合戦」では、ひばりの生前の映像と小椋のデュエットという形で歌唱された。 |  |
| 風花便り                                        | 美空ひばり                   | 「函館山から」のB面曲 |  |
| 太鼓                                            | 美空ひばり                   | 「愛燦燦」のオリジナル版のB面曲 |  |
| 岩燕                                            | 美空ひばり                   | |  |
| 早乙女                                          | 美空ひばり                   | |  |
| 紫陽花                                          | 美空ひばり                   | |  |
| 花茣蓙                                          | 美空ひばり                   | |  |
| 国比べ                                          | 美空ひばり                   | |  |
| 初蜩                                            | 美空ひばり                   | |  |
| 萩の賑い                                        | 美空ひばり                   | |  |
| おしょうしな (ありがとう)                       | 美空ひばり                   | |  |
| 帰心                                            | 美空ひばり                   | |  |
| 憧れ遊び                                        | 堀内孝雄                     | 作詞担当。作曲は堀内孝雄。日本テレビ系年末大型時代劇『忠臣蔵』主題歌。 1986年のヒット曲。 |  |
| 愛しき日々                                      | 堀内孝雄                     | 作詞担当。作曲は堀内孝雄。日本テレビ系年末大型時代劇『白虎隊』主題歌。 1987年のヒット曲で小椋・堀内コンビの作品では最大のヒット曲。 |  |
| 遥かな轍                                        | 堀内孝雄                     | 作詞担当。作曲は堀内孝雄。日本テレビ系年末大型時代劇『田原坂』主題歌。 |  |
| 山河                                            | 五木ひろし                   | 作詞担当。作曲は堀内孝雄。2000年NHK紅白歌合戦大トリ。 |  |
| 十六夜だより                                    | 三橋美智也                   | |  |
| 匠                                              | 三橋美智也                   | 作曲担当。作詞は星野哲郎。 |  |
| 眉月夜                                          | 桜田淳子                     | |  |
| 花遊戯                                          | 野口五郎                     | |  |
| とっておきの君                                  | 竹本孝之                     | 1982年・日本テレビ系ドラマ『陽あたり良好!』主題歌。 |  |
| 20才の前で                                      | 三田寛子                     | TBS系ドラマ『愛の劇場わが子よⅣ』主題歌。 |  |
| 歓送の歌                                        | 中西保志                     | 1995年03月01日。TBS系テレビ『ウェディングベル』エンディングテーマ。 |  |
| やっぱりおめでとう-お誕生日に-                  |                              | 1977年、サンリオレコード（型番：OKS-20001）。ジャケットにはサンリオキャラクターのタイニーポエム、マイメロディ、スモールピープル、ハローキティ、パティ&ジミー、リトルツインスターズ、ロビーラビットのイラストが掲載されている。B面は「大人になったら」。 |  |
| 髪                                              | 新井満                       | 作詞担当。作曲は新井満。 |  |
| 訪問者                                          | 新井満                       | 作詞担当。作曲は新井満。アルバム「髪」収録曲 |  |
| 日曜日には君を                                  | 新井満                       | 作詞担当。作曲は新井満。アルバム「髪」収録曲 |  |
| あまり子供じみて                                | 新井満                       | 作詞担当。作曲は新井満。アルバム「髪」収録曲 |  |
| 暖炉でマシュマロ                                | 新井満                       | 作詞担当。作曲は新井満。アルバム「髪」収録曲 |  |
| 沈みゆく夕陽を                                  | 新井満                       | 作詞担当。作曲は新井満。アルバム「髪」収録曲 |  |
| カオスへ                                        | 新井満                       | 作詞担当。作曲は新井満。アルバム「髪」収録曲 |  |
| カオスから                                      | 新井満                       | 作詞担当。作曲は新井満。アルバム「髪」収録曲 |  |
| 偽物                                            | 新井満                       | 作詞担当。作曲は新井満。アルバム「髪」収録曲 |  |
| カレンダー                                      | 新井満                       | 作詞担当。作曲は新井満。アルバム「髪」収録曲 |  |
| 白いページ                                      |                              | 第70回NHK全国学校音楽コンクール中学校の部課題曲。 |  |
| 壱岐洋洋                                        |                              | 長崎県壱岐市市歌。 |  |
| あびこ市民の歌                                  |                              | 千葉県我孫子市市民の歌。 |  |
| じーじのえてがみ 〜グランドファザーズ・レター〜 | 上野樹里                     | NHKみんなのうた（2007年12月 - 2008年01月） |  |
| 花、闌の時                                      | 吉永小百合/阿部寛/北の桜守隊 | 映画『北の桜守』主題歌。 |  |
| 花、闌の時                                      | ハロプロ・オールスターズ     | 上記の映画主題歌のカバー曲にしてトリプルA面シングル『YEAH YEAH YEAH/憧れのStress-free/花、闌の時』収録曲。 |  |
| 祈りの彼方に                                    |                              | 国立看護大学校校歌。 |  |
| 風上の息吹                                      |                              | 宮城大学校歌。 |  |
| よろこび                                        |                              | 明海大学学歌。作曲担当。 |  |
| 朱雀の翼                                        |                              | 福島県立光南高等学校校歌。 |  |
| 共生の世界                                      |                              | 岡山県共生高等学校校歌。 |  |
| 毎日が喜び                                      |                              | 芝浦工業大学柏高等学校校歌。 |  |
| 相武台の空に                                    |                              | 相模原市立相武台中学校校歌。 |  |
| 風上に立つ日のために                            |                              | 京都市立京都御池中学校校歌。 |  |
| 揖東の友情                                      |                              | 大野町立揖東中学校校歌。作曲担当。 |  |
| あの橋を越え あの坂を越え                       |                              | 千代田区立昌平小学校校歌。 |  |
| 心豊かに たくましく                             |                              | 台東区立平成小学校校歌。 |  |
|                                                 |                              | さいたま市立浦和大里小学校歌。 |  |
|                                                 |                              | 練馬区光が丘わかば幼稚園園歌。 |  |
|                                                 |                              | その他多数の学校の校歌。 |  |
|                                                 |                              | また、放送大学のイメージソング（「人間の贅沢、ひとつ」・「と・も・た・ち」）も手掛けた。 |  |
| ラピスラズリの涙                                | 林部智史                     | アルバム『まあだだよ』収録。小椋も自身のアルバム『もういいかい』に収録。 |  |
| 僕でよければ                                    | 林部智史                     | アルバム『まあだだよ』収録曲。全作詞・作曲提供。 |  |
| 愛の儚さ                                        | 林部智史                     | アルバム『まあだだよ』収録曲。全作詞・作曲提供。 |  |
| 僕の憧れそして人生                              | 林部智史                     | アルバム『まあだだよ』収録曲。全作詞・作曲提供。 |  |
| 微笑み                                          | 林部智史                     | アルバム『まあだだよ』収録曲。全作詞・作曲提供。 |  |
| 命 活かしましょう                               | 林部智史                     | アルバム『まあだだよ』収録曲。全作詞・作曲提供。 |  |
| ひとかどの                                      | 林部智史                     | アルバム『まあだだよ』収録曲。全作詞・作曲提供。 |  |
| 慈しむ人 美しい人                               | 林部智史                     | アルバム『まあだだよ』収録曲。全作詞・作曲提供。 |  |

| 初放送                                 | タイトル                                        | アーティスト                            | 備考                                                                               |
| -------------------------------------- | ----------------------------------------------- | --------------------------------------- | ---------------------------------------------------------------------------------- |
| 1975年6月 - 7月                        | さらば青春                                      | 田中健                                  | 作詞・作曲担当。                                                                   |
| 1975年12月 - 1976年1月 1983年2月 - 3月 | オナカの大きな王子さま                          | 川津恒一（1975年） 岸部シロー（1983年） | 作詞・作曲担当。編曲は所太郎。                                                     |
| 1978年10月 - 11月                      | 大空から見れば                                  | 小椋佳                                  | 作詞・作曲担当。編曲は小野崎孝輔。 NHKアニメ『マルコ・ポーロの冒険』エンディング。 |
| 1979年8月 - 9月                        | パパの時間                                      | ティファニー・ブレイク                  | 作詞・作曲担当。                                                                   |
| 1981年6月 - 7月                        | まだ遅くは                                      | 小椋佳                                  | 作詞・作曲担当。編曲は小野崎孝輔。                                                 |
| 1983年8月 - 9月                        | エントツそうじの男の子                          | 小椋佳                                  | 作曲担当。作詞は井上香織。CD未収録。                                               |
| 1994年6月 - 7月                        | 山に抱かれて                                    | 小椋佳、アルゴ合唱団                    | 作詞・作曲担当。編曲は川辺真。                                                     |
| 2000年10月 - 11月                      | よかったね 笑えて                               | ビリーバンバン                          | 作詞担当。作曲は菅原進、編曲は亀山耕一郎。                                         |
| 2005年4月 - 5月                        | 星の世界                                        | ティンクティンク                        | 作詞担当。 作曲は照屋林賢、編曲は中村キタロー。                                    |
| 2007年12月 - 2008年1月                 | じーじのえてがみ ～グランドファザーズ・レター～ | 上野樹里                                | 作詞・作曲担当。編曲は長谷川智樹。                                                 |

## 書籍・著作
連載
- コラム「小椋佳のあの歌の周辺」（日刊スポーツ[注 14]土曜日テレビ番組面、2010年1月1日付[注 15]から3月26日付け掲載）
- コラム「この道」（中日新聞夕刊、2013年4月1日 - ）

書籍
- 『青春の落書』〈For ladies. あなたの詩集 ; 64〉、新書館、1974年11月25日。
- 川仁忍 撮影『おくればせの自己紹介 : NHK特集「小椋佳の世界」』日本放送出版協会、1976年11月20日。
- 『渡良瀬逍遥』立風書房、1977年6月10日。
- 宮田雅之 切り絵『聞いたこともないシルクロード物語』日本放送出版協会、1980年5月20日。
- 『小椋佳いたずらに』〈新潮文庫〉、新潮社、1981年10月25日。
- 『今語るあの時あの歌 小椋佳（CD BOOK series）』インタビュー・テキスト前山聿志 （アートデイズ、2006年）ISBN 4-86119-059-2
- 『言葉ある風景 (祥伝社黄金文庫 お 16-1) 』（祥伝社、2007年）ISBN 4396314345
- 『もういいかい まあだだよ』双葉社、2021年。ISBN 4575316830。

## テレビ番組
- 小椋佳 歌談の部屋（ハイビジョン試験放送）

### NHK紅白歌合戦出場歴
| 年     | 放送回 | 回数        | 曲目         | 出演順 | 対戦相手   | 備考 |
| ------ | ------ | ----------- | ------------ | ------ | ---------- | --- |
| 1993年 | 第44回 | 特別出演    | 山に抱かれて | -      | -          | ゲストとして出演・他の出場歌手と共に歌唱                                                                     |
| 1994年 | 第45回 | 初          | さらば青春   | 10/25  | 島倉千代子 | 正式歌手としては初出場・ 前半大トリ                                                                          |
| 2007年 | 第58回 | 特別出演(2) | 愛燦燦       | -      | -          | 特別企画枠からの出演・美空ひばりの生誕70周年を記念して、小椋佳が生前のひばりの映像とのデュエットを披露した。 |

注意点
- 出演順は「出演順/出場者数」で表す。

## ラジオ番組
2018年4月現在。
現在
- 小椋佳の歌とともに - コメント出演（K-mix、金曜 20:00 - 20:30）

過去
- 小椋佳〜闌の季節 (2017年4月 - 2018年5月、文化放送)
- 小椋佳 言葉ある風景（文化放送）
- 小椋佳 夢中真っ最中（ニッポン放送）
- ラジオ深夜便 ミッドナイトトーク（NHKラジオ第1放送・ラジオ深夜便、奇数月第1木曜日）
- 小椋佳〜このひと このうた このドラマ（ニッポン放送）
- Changeの瞬間 〜がんサバイバーストーリー〜 （2020年12月6日・13日、朝日放送ラジオ）[31]